# Gashawe
Gashawe är ett vattendrag i Burundi.   Det ligger i provinsen Bujumbura Rural, i den västra delen av landet, 24 kilometer söder om huvudstaden Bujumbura.
Omgivningarna runt Gashawe är en mosaik av jordbruksmark och naturlig växtlighet. Runt Gashawe är det tätbefolkat, med 276 invånare per kvadratkilometer.